# Flakaskär, Borgå
Flakaskär är en ö i Finland. Den ligger i Finska viken och i kommunen Borgå i den ekonomiska regionen  Borgå i landskapet Nyland, i den södra delen av landet. Ön ligger omkring 31 kilometer öster om Helsingfors.
Öns area är 6,6 hektar och dess största längd är 380 meter i öst-västlig riktning. Ön höjer sig omkring 20 meter över havsytan.